# UNIVAC EXEC 8
EXEC 8 (иногда упоминается как EXEC VIII) — операционная система, разработанная компанией UNIVAC в 1964 году для компьютера UNIVAC 1108. Она объединила в себе лучшие возможности более ранних операционных систем EXEC I и EXEC II (использовалась на UNIVAC 1107). EXEC 8 стала одной из первых коммерчески успешных операционных систем с симметричной мультипроцессорностью. Поддерживалось одновременное смешанное выполнение рабочей нагрузки в пакетном режиме, режиме разделения времени и режиме реального времени. Поддерживалась единственная файловая система с линейной структурой имён для множества барабанов и/или шпинделей. Поддерживалась, хорошо получившаяся, система обработки транзакций. Компания Unisys продолжает продавать и поддерживать системы основанные на проектных решениях изначально принятых в UNIVAC 1108 и EXEC 8.